# Loin de vous j'ai grandi
Pour plus de détails, voir Fiche technique et Distribution.
Loin de vous j'ai grandi est un film documentaire français réalisé par Marie Dumora et sorti en 2020.

## Fiche technique
- Titre : Loin de vous j'ai grandi
- Réalisation : Marie Dumora
- Scénario : Marie Dumora
- Photographie : Marie Dumora
- Montage : Catherine Gouze
- Son : Aline Hubert et Xavier Griette
- Production : Les Films du Bélier
- Pays d'origine :  France
- Genre : documentaire
- Durée : 102 minutes
- Dates de sortie :
  - France : 27 septembre 2020 (programmation de l'ACID, Paris)[1]
  - France : 17 novembre 2021 (sortie nationale)[2]

## Sélection
- Festival de Cannes 2020 (programmation de l'ACID)[3]